# Knoxville (Illinois)
Knoxville és una població dels Estats Units a l'estat d'Illinois. Segons el cens del 2000 tenia 3.183 habitants.

## Demografia
Segons el cens del 2000, Knoxville tenia 3.183 habitants, 1.210 habitatges, i 878 famílies. La densitat de població era de 558,6 habitants/km².
Dels 1.210 habitatges en un 33,2% hi vivien nens de menys de 18 anys, en un 57,5% hi vivien parelles casades, en un 12% dones solteres, i en un 27,4% no eren unitats familiars. En el 24,4% dels habitatges hi vivien persones soles el 13,2% de les quals corresponia a persones de 65 anys o més que vivien soles. El nombre mitjà de persones vivint en cada habitatge era de 2,45 i el nombre mitjà de persones que vivien en cada família era de 2,89.
Per edats la població es repartia de la següent manera: un 23,7% tenia menys de 18 anys, un 6,8% entre 18 i 24, un 24% entre 25 i 44, un 23,4% de 45 a 60 i un 22,2% 65 anys o més.
L'edat mediana era de 42 anys. Per cada 100 dones de 18 o més anys hi havia 79,9 homes.
La renda mediana per habitatge era de 43.438 $ i la renda mediana per família de 49.688 $. Els homes tenien una renda mediana de 31.442 $ mentre que les dones 23.939 $. La renda per capita de la població era de 18.643 $. Aproximadament l'1,9% de les famílies i el 3,1% de la població estaven per davall del llindar de pobresa.

## Poblacions més properes
El següent diagrama mostra les poblacions més properes.